# Muzejní spolek v Třešti
Muzejní spolek v Třešti je sdružení, které spojuje lidi zajímající se o historii města Třešť a jeho okolí. Spolek byl založen v roce 1933, o rok později stál u otevření muzea v Třešti. Rok 1951 znamenal pro muzejní spolek zánik, byl ukončen pod nátlakem tehdejšího režimu. K jeho znovuobnovení došlo v roce 2003. V současnosti má bezmála tři desítky členů, předsedou spolku byl v roce 2015 zvolen Vlastimil Budař, místopředsedkyní Helena Štumarová. Činnost spolku je v současnosti z pohledu veřejnosti spojována zejména s promítáním historických snímků na plátně místního kina v rámci akce Muzejní pátek. Za zmínku stojí také publikační činnost – každoroční vydávání Vlastivědého sborníku Třeště a okolí, spolupráce na leporelech a Domalovánkách.